# Libčany (tvrz)
Libčany jsou zaniklá tvrz a kulturní památka ve stejnojmenné obci v okrese Hradec Králové.

## Historie
První zmínka o osídlení pochází z roku 1252, kdy v Libčanech stál tzv. Čestův vladyčí statek, jehož majitelem byl Česta z Libčan. V roce 1365 je zde uváděn Jakub z Hořic, později bratři Jan z Roudnice a Václav z Libčan. Po smrti Jana z Roudnice roku 1406 vznikly spory o dědictví, načež došlo k rozdělení majetku mezi faráře Jana Sovu a Václavovy bratry Racka a Jana. Další uváděný majitel je po roce 1410 Bušek z Libčan.
Dne 30. ledna 1437 zde došlo k bitvě mezi oddíly umírněných husitů loajálních hejtmanovi Divišovi Bořkovi z Miletínka a jednotek radikálních husitů (sirotků) vedených patrně Zdislavem Mnichem z Roudnice z husitského města Hradec Králové.[zdroj⁠?!] Bohuš z Libčan hradecké vojsko porazil a ukořistil dělo.
Existence tvrze je později doložena v roce 1516, kdy ji vlastnil Jan Donát z Těchlovic. V roce 1547 tvrz vyhořela a nebyla už obnovena. Zhruba v této době vzniká v Libčanech druhá tvrz. Po stavovském povstání v roce 1547 byly Libčany městu Hradec Králové zabaveny a přešly na Pernštejny, kteří panství drželi krátce a již v roce 1549 jej prodali Jindřichovi Nejedlému z Vysoké.

## Popis
Tvrziště je přibližně čtvercového tvaru obklopené rybníkem Turyní, s okolním terénem je spojené šíjí nacházející se v jeho severním rohu. Z původních základů nezbylo téměř nic.

## Turismus
Ačkoliv je místo bývalého tvrziště nedostupné, poblíž areálu prochází Naučná stezka Cesta do minulosti Libčan a Hvozdnic, která má tvrz jako jednu ze svých zastávek.